# Generatore di idrogeno

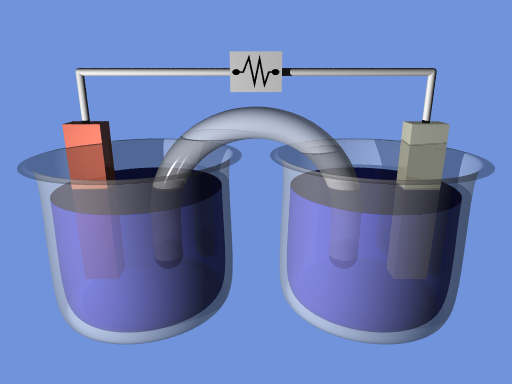
Cella elettrolitica.

Voltmetro di Hofmann

Un generatore di idrogeno è un particolare elettrolizzatore grazie al quale si può svolgere l'elettrolisi dell'acqua, ricavandone così ossigeno ed idrogeno.

## Funzionamento
L'idrogeno viene ottenuto facendo passare corrente elettrica in acqua contenente un elettrolita. In questo modo le molecole di acqua, per effetto della differenza di potenziale fornita attraverso un circuito elettrico esterno all'elettrolizzatore, si dissociano, e gli atomi di ossigeno e idrogeno passano da una struttura molecolare (H2O) a una diatomica (H2 e O2). L'idrogeno viene prodotto dal catodo, il polo negativo della cella elettrolitica, mentre l'ossigeno viene prodotto dall'anodo dell'elettrolizzatore, il polo positivo.